# Macrorhynchia disjuncta
Macrorhynchia disjuncta is een hydroïdpoliep uit de familie Aglaopheniidae. De poliep komt uit het geslacht Macrorhynchia. Macrorhynchia disjuncta werd in 1893 voor het eerst wetenschappelijk beschreven door Pictet. 